# Décès en 1353
Décès
- 1349
- 1350
- 1351
- 1352
- 1353
- 1354
- 1355
- 1356
- 1357

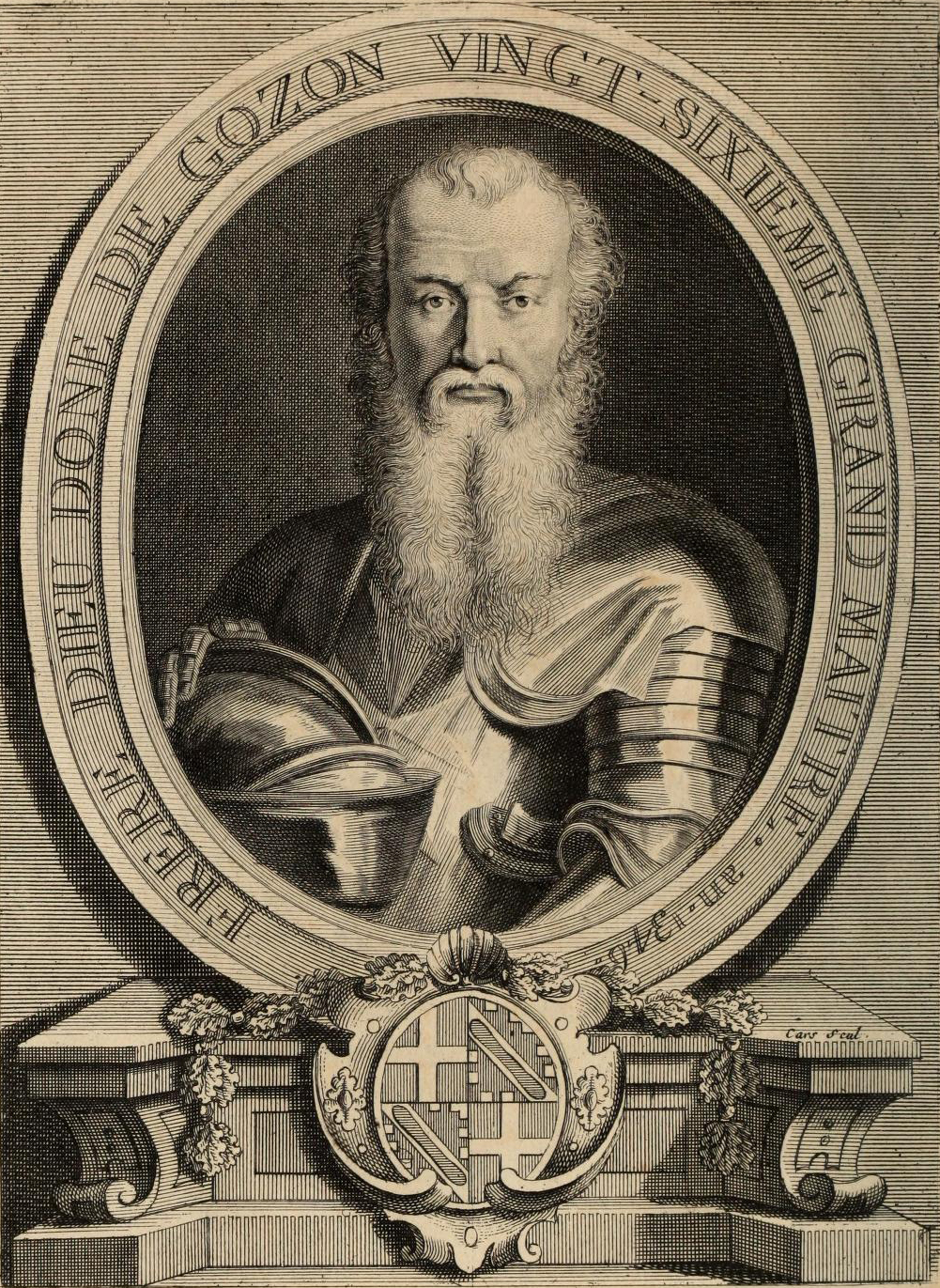
Dieudonné de Gozon, mort en 1353.

Cette page dresse une liste de personnalités mortes au cours de l'année 1353 :
- 2 février : Anne du Palatinat, reine de Germanie et de Bohême et comtesse de Luxembourg.
- 23 février : Jean de Moulins, religieux dominicain français, cardinal-prêtre au titre de S. Sabina, nommé Inquisitore del regno di Francia puis Magister Sacri Palatii près de la curie romaine à Avignon.
- 11 mars :  Théognoste, métropolite de Kiev et de toute la Russie.
- 13 avril : Hermann IX de Bade, co-margrave de Bade et comte d'Eberstein.
- 26 avril : Siméon le Superbe (1316-1353) grand prince de Moscou.
- 27 avril: Siméon Ier le fier, grand prince de Moscou et de Vladimir.
- 19 mai : Élisabeth d'Autriche, régente du duché de Lorraine.
- 21 juin : Hōjō Tokiyuki, samouraï attaché au clan Hōjō, qui combat tantôt pour et tantôt contre la cour impériale.
- 2 septembre : Frédéric III de Bade,  co-margrave de Bade.
- 10 septembre : Gilles Rigaud de Ruffiac, cardinal français.
- 4 octobre : Rodolphe II du Palatinat, comte palatin du Rhin.
- 15 octobre : Gilles Le Muisit, moine bénédictin, abbé de l'abbaye Saint-Martin, chroniqueur et poète français.
- 3 décembre : Guillaume d'Aure, cardinal français.
- 21 décembre: Henri III de Virnebourg, prince-évêque de Mayence.

- Frédéric IV de Bade, co-margrave de Bade-Eberstein.
- Hermann VIII de Bade-Pforzheim, co-margrave de Bade-Pforzheim.
- Thomas de Bourlémont, cinquante-neuvième évêque de Toul.
- Berthold II de Bucheck, commandeur de l’Ordre Teutonique.
- Opicinus de Canistris, prêtre, écrivain et artiste italien.
- Dieudonné de Gozon, chevalier de la langue de Provence devenu en 1346 le 27e grand maître des Hospitaliers de l'ordre de Saint-Jean de Jérusalem.
- Adolphe VII de Holstein-Schaumbourg, comte d'Holstein-Pinneberg et de Schaumbourg.
- William Douglas, dit chevalier de Liddesdale et la fleur de la chevalerie, chevalier écossais qui s'illustra au cours de la seconde guerre d'indépendance de l'Écosse.
- Duncan IV, comte de Fife.
- Heinrich Dusemer von Arfberg, 21e Grand maître de l'ordre Teutonique.
- Étienne II Kotromanić, ban de Bosnie.
- Takatsukasa Morohira, régent kampaku.
- Élisabeth Muir, noble écossaise.
- Ugolino Novello, condottiere italien et seigneur de Foligno.
- Olivier Salahadin, évêque de Nantes.
- Tarabya II, sixième roi de Sagaing, dans le centre-ouest de la Birmanie (République de l'Union du Myanmar).
- Togha Temür, prétendant au trône des il-khans.
- Minbyauk Thihapate, septième et dernier roi de Sagaing, dans le centre-ouest de la Birmanie (République de l'Union du Myanmar).

date incertaine (vers 1353)
- Ingeborg Eriksdatter, princesse royale norvégienne devenue par mariage une princesse suédoise, duchesse d'Uppland, Öland et de Finlande.
- Lampong Reachea, souverain de l’Empire khmer sous le nom de  Parama  Radjadiraja.

## Crédit d'auteurs
- Cet article est partiellement ou en totalité issu de l'article intitulé « 1353 » (voir la liste des auteurs).